# Mercedes-Benz O 305 GG
Der Mercedes-Benz O 305 GG – alternativ auch als Mercedes-Benz O 305 G 2 bezeichnet – ist ein ehemaliger Spurbus/O-Bahn-Versuchsträger von Daimler-Benz. Der Doppelgelenkwagen basierte konstruktiv auf der konventionellen Gelenkbus-Baureihe O 305 G, das zweite G beziehungsweise die Ziffer 2 in der Typenbezeichnung sollten das zusätzliche Gelenk kennzeichnen.
Der O 305 GG wurde auf der Hannover-Messe vom 1. bis 8. April 1981 erstmals der Öffentlichkeit vorgestellt. Ansonsten kam der Prototyp ausschließlich – unter Ausschluss der Öffentlichkeit – auf der betriebseigenen Teststrecke auf dem Mercedes-Benz-Werksgelände in Rastatt zum Einsatz. 1996 war das Fahrzeug im Mercedes-Benz-Werk Mannheim noch vorhanden, später wurde es verschrottet.
Der Versuchsträger ist dabei sowohl älter als der erste Doppelgelenkomnibus (MAN, Typ SGG 280 H von 1982), als auch älter als der erste Doppelgelenkoberleitungsbus (Uzina Autobuzul București, Typ MEGA von 1988).

## Allgemeine Beschreibung
Der 24,08 Meter lange, 30,2 Tonnen schwere und vierachsige Wagen bestand aus drei Teilen. Eine Besonderheit war dabei – anders als bei allen später gebauten Doppelgelenkwagen – sein symmetrischer Aufbau. De facto handelte es sich um zwei serienmäßige O 305-Standard-Bus-Karosserien mit je zwei Achsen, zwischen die ein schwebendes Mittelteil eingefügt wurde. Der O 305 GG besaß an den Enden je einen Führerstand und konnte somit als Zweirichtungsfahrzeug in beide Richtungen fahren. Entsprechend besaß er auch auf beiden Seiten Einstiege, je vier an der Zahl. Das sogenannte Großraumfahrzeug war 30,2 Tonnen schwer und bot inklusive Stehplätzen – je nach Quelle – 238 respektive 240 Fahrgästen Platz. Neben der Omnibus-typischen Querbestuhlung in Abteilform kamen dabei auch U-Bahn-typische Längssitzbänke zur Anwendung.
An einem Fahrzeugende existierte ferner ein konventionelles Lenkrad, so dass der Wagen per Hilfsantrieb auch abseits von Spurführung und Oberleitung bewegt werden konnte. De facto handelte es sich somit um ein Zweiwegefahrzeug. Eine Straßenzulassung besaß der O 305 GG dennoch nicht.

## Elektrische Ausrüstung
Die Stromzuführung erfolgte mittels zweier Einholmstromabnehmer aus einer einpoligen Hochkettenfahrleitung. Die Höhe betrug dabei 3,25 Meter bei gesenktem und 4,50 Meter bei angehobenem Stromabnehmer. Der Rückstrom floss über die vorderen Tragarme der Führungsrollen, die als Aufnahme für die Schleifkontakte dienten, in die seitlich angeordneten Führungsschienen.
Der Antrieb bestand aus zwei Elektromotoren mit einer Leistung von jeweils 250 Kilowatt, mit denen bis zu 100 km/h erreicht werden konnten. Die Motorsteuerung übernahm eine serienmäßige Choppersteuerung von AEG-Telefunken, wie sie damals auch in zeitgenössischen Stadtbahnwagen üblich war. Hierbei war ein Führerstand mit einem Fahr- und Bremspedal ausgestattet, während der andere über einen handbedienten Sollwertgeber verfügte. Antriebsseitig wäre zudem auch eine Zugbildung respektive Mehrfachtraktion möglich gewesen.